# استپ جنگلی رشته‌کوه البرز
استپ جنگلی رشته‌کوه البرز بوم‌ناحیه‌ای به صورت یک هلال کوهستانی خشک، به طول ۱٬۰۰۰ کیلومتر در جنوب دریای خزر است که در سراسر شمال ایران از مرز آذربایجان تا نزدیکی مرز ترکمنستان قرار دارد.
مساحت این بوم‌ناحیه ۶۳۳۰۰ کیلومتر مربع (۲۴۴۰۰ مایل مربع) است و دامنه‌های جنوبی و شرقی رشته‌کوه‌های البرز و همچنین قله‌های آن را در بر می‌گیرد. دامنه‌های کوهستانی و دشت‌های سرسبز بوم‌ناحیه جنگل‌های هیرکانی از مرز شمالی این منطقه، رطوبت دریای خزر را دریافت می‌کند. بوم‌ناحیه وسیع حوضه‌های بیابانی ایران مرکزی مرز جنوبی آن را تشکیل می‌دهد.

## ویژگی‌ها
کوه‌های البرز از یک هسته گرانیتی تشکیل شده که با گروهی از سنگ‌های رسوبی مانند سنگ آهک، شیل، ماسه‌سنگ و توف پوشانده شده‌است. سنگ‌های دگرگونی مانند شیست، سنگ مرمر و آمفیبولیت نیز به شکل گسترده در این کوه‌ها یافت می‌شود. آب و هوای این بوم‌ناحیه خشک است و بارندگی سالانه آن بین ۱۵۰ میلی‌متر تا ۵۰۰ میلی‌متر متغیر است که بیشتر به صورت برف زمستانی می‌بارد.
ارتفاعات معمولاً بین۲٬۰۰۰ تا ۴٬۰۰۰ متر است و کوه دماوند، بلندترین نقطه خاورمیانه با ارتفاع ۵۶۱۰ متر در اینجا قرار دارد. کوه دماوند همچنین بلندترین آتشفشان آسیا است و در زیر دهانه قله آن دودخان‌ها و چشمه‌های آب گرم و همچنین یخچال‌های طبیعی یافت می‌شود.

## تهدیدها و مناطق حفاظت‌شده
قطع درختان و کشاورزی باعث کاهش دامنه گسترش جنگل‌های این بوم‌ناحیه شده‌است. سدها جریان رودخانه‌ها را مختل کرده‌اند و چرای بی‌رویه باعث تخریب زیستگاه‌ها شده‌است. مناطق حفاظت شده استپ جنگلی رشته‌کوه البرز در ایران شامل پارک ملی گلستان و منطقه حفاظت‌شده قرخود است که هر دو در استان گلستان قرار دارند و مساحت آن‌ها در مجموع ۱۲۶۰ کیلومتر مربع است.